# Exit-13
Exit-13 — американская грайндкор-группа из Миллерсвилла, Пенсильвании. Группа была основана в 1989 совладельцем Relapse Records и вокалистом Биллом Юркевичем, гитаристом Стивом О’Донеллом и басистом Джоэлом ДиПетро. Их ранние записи, включая демозаписи Disembowelling Party, The Unrequited Love of Chicken Soup и Eat More Crust, записанные в 1989 году, их полноформатный дебютный альбом Green Is Good (1990) и сборники The Unrequited Love of Chicken Soup (1990) и Spare the Wrench, Surrender the Earth (1991) были записаны с Юркевичем, О’Донеллом и ДиПетро с ударниками Биллом Шейфером и Пэтом МакКааном.
В Exit-13 произошли изменения в составе к 1994 году, перед записью альбома Ethos Musick, в группу пришли бас-гитарист Дэн Лилкер, игравший с Anthrax, Nuclear Assault и Brutal Truth, и ударник из Brutal Truth — Скотт Левис, также вокалист Brutal Truth Кевин Шарп был временным бэк-вокалистом. Следующий состав включал Близз Блад из Pain Teens, Ричарда Хоака из Brutal Truth и Дэйва Уайта из Burnt by the Sun, Discordance Axis и Municipal Waste, среди прочих.
Лирика группы главным образом сосредоточены на проблемах экологии (с открытой поддержкой таких радикальных групп, как Earth First!), а также заостряют внимание на социальных проблемах. Группа также поддерживает идею легализации марихуаны.

## Состав

### Основной состав
- Билл Юркевич — вокал, семплы
- Близз Блад — вокал (1995—1996)
- Дэн Лилкер — бас, клавишные, вокал
- Стив О'Донелл — гитара, семплы
- Ричард Хоак — ударные, клавишные, вокал

### Бывшие участники
- Скотт Левис — ударные
- Джоэл ДиПетро — бас
- Пэт МакКаан — ударные
- Билл Шейфер — ударные
- Дэйв Уайт — ударные

## Дискография
- 1989: Disembowelling Party (демо)
- 1989: The Unrequited Love of Chicken Soup (демо)
- 1989: Eat More Crust (демо)
- 1990: Green Is Good (Ecocentric Records)
- 1990: The Unrequited Love of Chicken Soup EP (Thrash Records)
- 1991: Spare the Wrench, Surrender the Earth EP (Relapse)
- 1993: Don’t Spare The Green Love compilation (Relapse)
- 1994: Ethos Musick
- 1995: Split 7" EP with Multiplex
- 1995: …Just A Few More Hits
- 1996: Split CD with Hemdale
- 1996: Gout d’Belgium/Black Weakeners
- 1996: Smoking Songs
- 2004: Relapse Singles Series Vol. 4, сплит с Phobia, Goreaphobia и Amorphis (Relapse)
- 2007: High Life! (компиляция) (Relapse)